# M.I.A.-diszkográfia
M.I.A. brit énekesnő diszkográfiája három stúdióalbumból, két mixtape-ből, nyolc középlemezből és huszonegy kislemezből áll. M.I.A. vizuális előadó és filmkészítőként kezdte karrierjét, és zenék alkotásába kezdett, miután az Elastica nevezetű együttessel dolgozott 2001-ben. Justine Frischmann révén kezdett el demókat felvenni, melyeket hallva leszerződtette az XL Recordings.
M.I.A. első, Arular című lemeze 2004 szeptemberében jelent volna meg, viszont fél évet halasztottak kiadásán. She released two singles and a mixtape in the interim. Habár kereskedelmileg nem lett rendkívül sikeres, a kritikusok dicsérték műfajai miatt.  Music magazines in the United States and Europe included it in lists of the best albums of the year, and it was nominated for the Mercury Prize in the United Kingdom.
Második, Kala című lemeze 2007-ben jelent meg Boyz című dala mellett, melyeket szintén pozitívan fogadtak a kritikusok. Előző albumánál sikeresebb lett, a Billboard 200 lista 18. helyezését érte el, illetve a brit albumlistán is megjelent. Paper Planes című dalával lett ismert az énekesnő, mellyel több jelölést is kapott. A 2008-as Slumdog Millionaire című filmzenei albumon az O… Saya című dalon működött közre. M.I.A. saját, N.E.E.T. elnevezésű kiadója adta ki a számot, mely több díjra kapott jelölést. Harmadik, Maya című albuma 2010-ben jelent meg, és több ország toplistáján jelent meg.

## Albumok
| Év                                                          | Album adatai | Legjobb helyezések | Legjobb helyezések | Legjobb helyezések | Legjobb helyezések | Legjobb helyezések | Legjobb helyezések | Legjobb helyezések | Legjobb helyezések | Legjobb helyezések | Legjobb helyezések | Minősítések                          |
| Év                                                          | Album adatai | UK                 | US                 | US Dance           | AUS                | FRA                | GER                | JPN                | NLD                | NOR                | SWE                | Minősítések                          |
| ----------------------------------------------------------- | --- | ------------------ | ------------------ | ------------------ | ------------------ | ------------------ | ------------------ | ------------------ | ------------------ | ------------------ | ------------------ | ------------------------------------ |
| 2005                                                        | Arular - Megjelent: 2005. március 22. - Kiadó: XL Recordings - Formátum: CD, digitális letöltés                            | 98                 | 190                | 3                  | —                  | —                  | 71                 | 78                 | —                  | 20                 | 47                 |                                      |
| 2007                                                        | Kala - Megjelent: 2007. augusztus 8. - Kiadó: XL Recordings - Formátumok: CD, letöltés, LP                                 | 39                 | 18                 | 1                  | 46                 | 117                | 93                 | 23                 | 44                 | 22                 | 18                 | - UK: ezüst - CAN: arany - US: arany |
| 2010                                                        | Maya (stilizálva /\/\ /\ Y /\) - Megjelent: 2010. július 12. - Kiadó: N.E.E.T/XL Recordings - Formátumok: CD, letöltés, LP | 21                 | 9                  | 1                  | 21                 | 79                 | 48                 | 37                 | 93                 | 8                  | 31                 |                                      |
| 2012                                                        | Matangi - Megjelent: 2012 - Kiadó: Mercury Records - Formátum: CD, digitális letöltés                                      | —                  | —                  | —                  | —                  | —                  | —                  | —                  | —                  | —                  | —                  |                                      |
| "—" nem szerepelt listán, vagy nem jelent meg az országban. | |                    |                    |                    |                    |                    |                    |                    |                    |                    |                    |                                      |

### Mixtape-k
| Év   | Album adati                                                                         |
| ---- | ----------------------------------------------------------------------------------- |
| 2004 | Piracy Funds Terrorism, Volume 1 - Megjelent: 2004 december - Formátum: CD          |
| 2010 | Vicki Leekx - Megjelent: 2010. december 31. - Formátum: ingyenes digitális letöltés |

## Középlemezek
| Év   | EP adatai |
| ---- | --- |
| 2005 | Live Session (iTunes Exclusive) - Megjelent: 2005. október 18. - Kiadó: XL Recordings - Formátumok: letöltés                        |
| 2008 | Paper Planes – Homeland Security Remixes - Megjelent: 2008. február 11. - Kiadó: XL Recordings - Formátumok: 12" vinyl, letöltés    |
| 2008 | How Many Votes Fix Mix - Megjelent: 2008. október 28. - Kiadó: XL Recordings - Formátumok: 12" vinyl, download                      |
| 2009 | Bang (The Remixes) (Rye Rye,közreműködik M.I.A.) - Megjelent: 2009. június 2. - Kiadó: Interscope - Formátumok: CD, letöltés        |
| 2010 | XXXO (The Remixes) - Megjelent: 2010. június 15. - Kiadó: XL Recordings - Formtáumok: 12" vinyl, CD, letöltés                       |
| 2010 | XXXO (The Remixes, Vol. 2) - Megjelent: 2010. június 29. - Kiadó: XL Recordings - Formátumok: CD, letöltés                          |
| 2010 | Sunshine (The Remixes) (Rye Rye, közreműködik M.I.A.) - Megjelent: 2010. november 2. - Kiadó: Interscope - Formátumok: CD, letöltés |
| 2011 | Internet Connection (The Remixes) - Megjelent: 2011. január 11. - Kiadó: XL Recordings - Formátumok: letöltés                       |

## Kislemezek
| Év                                                          | Dal                 | Legjobb helyezések | Legjobb helyezések | Legjobb helyezések | Legjobb helyezések | Legjobb helyezések | Legjobb helyezések | Legjobb helyezések | Legjobb helyezések | Legjobb helyezések | Legjobb helyezések | Minősítések                                    | Album   |
| Év                                                          | Dal                 | UK                 | US                 | US Dance           | US R&B             | AUS                | BEL (FLA)          | CAN                | DNK                | NLD                | SWE                | Minősítések                                    | Album   |
| ----------------------------------------------------------- | ------------------- | ------------------ | ------------------ | ------------------ | ------------------ | ------------------ | ------------------ | ------------------ | ------------------ | ------------------ | ------------------ | ---------------------------------------------- | ------- |
| 2003                                                        | Galang              | 77                 | —                  | 11                 | —                  | —                  | —                  | —                  | —                  | —                  | —                  |                                                | Arular  |
| 2004                                                        | Sunshowers          | 93                 | —                  | —                  | —                  | —                  | —                  | —                  | —                  | —                  | —                  |                                                | Arular  |
| 2005                                                        | Hombre              | —                  | —                  | —                  | —                  | —                  | —                  | —                  | —                  | —                  | —                  |                                                | Arular  |
| 2005                                                        | Bucky Done Gun      | 88                 | —                  | —                  | —                  | —                  | —                  | —                  | —                  | —                  | —                  |                                                | Arular  |
| 2006                                                        | Bird Flu            | —                  | —                  | —                  | —                  | —                  | —                  | —                  | —                  | —                  | —                  |                                                | Kala    |
| 2007                                                        | Boyz                | —                  | —                  | 3                  | —                  | —                  | —                  | —                  | —                  | —                  | —                  |                                                | Kala    |
| 2007                                                        | Jimmy               | 66                 | —                  | —                  | —                  | —                  | —                  | —                  | —                  | —                  | —                  |                                                | Kala    |
| 2008                                                        | Paper Planes        | 19                 | 4                  | 1                  | 36                 | 66                 | 18                 | 7                  | 18                 | 57                 | —                  | - US: 3× platina - CAN: 3× platina - NZ: arany | Kala    |
| 2010                                                        | Born Free           | 156                | —                  | —                  | —                  | —                  | —                  | —                  | —                  | —                  | 58                 |                                                | Maya    |
| 2010                                                        | XXXO                | 26                 | —                  | —                  | —                  | 74                 | —                  | —                  | —                  | —                  | —                  |                                                | Maya    |
| 2010                                                        | Steppin’ Up         | —                  | —                  | —                  | —                  | —                  | —                  | —                  | —                  | —                  | —                  |                                                | Maya    |
| 2010                                                        | Teqkilla            | —                  | —                  | —                  | —                  | —                  | —                  | 93                 | —                  | —                  | —                  |                                                | Maya    |
| 2010                                                        | Tell Me Why         | —                  | —                  | —                  | —                  | —                  | —                  | —                  | —                  | —                  | —                  |                                                | Maya    |
| 2010                                                        | It Takes a Muscle   | —                  | —                  | —                  | —                  | —                  | —                  | —                  | —                  | —                  | —                  |                                                | Maya    |
| 2011                                                        | Internet Connection | —                  | —                  | —                  | —                  | —                  | —                  | —                  | —                  | —                  | —                  |                                                | Maya    |
| 2012                                                        | Bad Girls           | 43                 | 105                | —                  | —                  | 81                 | —                  | 92                 | —                  | —                  | —                  |                                                | Matangi |
| "—" nem szerepelt listán, vagy nem jelent meg az országban. |                     |                    |                    |                    |                    |                    |                    |                    |                    |                    |                    |                                                |         |

### Közreműködő előadóként
| Év                                                          | Dal                                                                                         | Legjobb helyezések | Legjobb helyezések | Legjobb helyezések | Legjobb helyezések | Legjobb helyezések | Legjobb helyezések | Legjobb helyezések | Legjobb helyezések | Legjobb helyezések | Legjobb helyezések | Album               |
| Év                                                          | Dal                                                                                         | UK                 | US                 | US Dance           | US R&B             | AUS                | BEL (FLA)          | CAN                | DNK                | GER                | NLD                | Album               |
| ----------------------------------------------------------- | ------------------------------------------------------------------------------------------- | ------------------ | ------------------ | ------------------ | ------------------ | ------------------ | ------------------ | ------------------ | ------------------ | ------------------ | ------------------ | ------------------- |
| 2007                                                        | Sound of Kuduro (Buraka Som Sistema közreműködik M.I.A., DJ Znobia, Saborosa és Puto Prata) | —                  | —                  | —                  | —                  | —                  | —                  | —                  | —                  | —                  | —                  | Black Diamond/ Kala |
| 2009                                                        | O… Saya (A. R. Rahman és M.I.A.)                                                            | —                  | 93                 | —                  | —                  | —                  | —                  | 68                 | —                  | —                  | —                  | Slumdog Millionaire |
| 2009                                                        | Bang (Rye Rye, közreműködik M.I.A.)                                                         | —                  | —                  | —                  | —                  | —                  | —                  | —                  | —                  | —                  | —                  | Fast & Furious      |
| 2010                                                        | Sunshine (Rye Rye, közreműködik M.I.A.)                                                     | —                  | —                  | —                  | —                  | —                  | —                  | —                  | —                  | —                  | —                  | Go! Pop! Bang!      |
| 2012                                                        | Give Me All Your Luvin’ (Madonna, közreműködik Nicki Minaj és M.I.A.)                       | 37                 | 10                 | —                  | —                  | 25                 | 5                  | 1                  | 16                 | 8                  | 2                  | MDNA                |
| "—" nem szerepelt listán, vagy nem jelent meg az országban. |                                                                                             |                    |                    |                    |                    |                    |                    |                    |                    |                    |                    |                     |

## Videóklipek
| Év   | Dal                     | Rendező(k)                          |
| ---- | ----------------------- | ----------------------------------- |
| 2004 | Galang                  | Ruben Fleischer                     |
| 2004 | Sunshowers              | Rajesh Touchriver                   |
| 2005 | Bucky Done Gun          | Anthony Mandler                     |
| 2007 | Bird Flu                | M.I.A. és Kalyan Kumar              |
| 2007 | Boyz                    | Jason "Jay Will" Williams és M.I.A. |
| 2007 | Jimmy                   | Nezar Khamal                        |
| 2007 | Sound of Kuduro         | Ismeretlen                          |
| 2008 | Paper Planes            | Bernard Gourley                     |
| 2009 | Bang                    | M.I.A.                              |
| 2010 | Born Free               | Romain Gavras                       |
| 2010 | XXXO                    | M.I.A.                              |
| 2010 | Sunshine                | Jess Holzworth                      |
| 2012 | Give Me All Your Luvin’ | MegaForce                           |
| 2012 | Bad Girls               | Romain Gavras                       |